# Championnat de France de futsal de deuxième division 2017-2018
Navigation
Saison 2016-2017 Saison 2018-2019
Le Championnat de France de futsal Division 2 2017-2018 est le championnat national de second niveau du futsal français.
Le championnat est constitué de deux groupes composés de dix et neuf équipes. À la fin de la saison, le premier de chaque groupe accède à la Division 1 alors que les deux derniers sont relégués en ligues régionales.

## Format de la compétition
Le championnat de Division 2 Futsal est composé de deux groupes dont chaque premier est promu en Division 1 pour la saison suivante. Le meilleur des deux, au ratio points par match, est sacré champion de D2.
Les clubs placés à partir de la neuvième place dans les deux poules (trois équipes) sont directement reléguées dans leur plus haut niveau régional respectif.
Un barrage d'accession entre les champions régionaux déterminent les promus en D2 pour la saison suivante.

## Équipes participantes
| \| Furiani Faches-Thumesnil Mouvaux Caen Hérouville Nantes Laval Vénissieux Neuhof Kingersheim Pfastatt Reims Clénay Plaisance Beaucaire \| Localisation des clubs engagés dans le championnat. |
| Furiani Faches-Thumesnil Mouvaux Caen Hérouville Nantes Laval Vénissieux Neuhof Kingersheim Pfastatt Reims Clénay Plaisance Beaucaire                                                           |

| \| Bagneux Paris SO ACCES FC Champs AFC \| Localisation des clubs franciliens engagés dans le championnat. |
| Bagneux Paris SO ACCES FC Champs AFC                                                                       |

| Club                     | Localisation                                         | Classement 2016-2017       | Groupe | Depuis |
| ------------------------ | ---------------------------------------------------- | -------------------------- | ------ | ------ |
| Orchies-Douai Futsal     | Hauts-de-France, Nord, Orchies                       | Déclassé D1                | A      | 2017   |
| Hérouville Futsal        | Normandie, Calvados, Hérouville-Saint-Clair          | 3e, groupe A               | A      | 2016   |
| Étoile lavalloise        | Pays de la Loire, Mayenne, Laval                     | 4e, groupe A               | A      | 2015   |
| Champs Futsal Club       | Île-de-France, Seine-et-Marne, Champs-sur-Marne      | 5e, groupe A               | A      | 2016   |
| Nantes C'West            | Pays de la Loire, Loire-Atlantique, Nantes           | 6e, groupe A               | A      | 2015   |
| AJM Faches-Thumesnil     | Hauts-de-France, Nord, Faches-Thumesnil              | 7e, groupe A               | A      | 2013   |
| Bagneux Futsal           | Île-de-France, Hauts-de-Seine, Bagneux               | 8e, groupe A               | A      | 2016   |
| Caen Guérinière          | Normandie, Calvados, Caen                            | 1er DH Basse-Normandie     | A      | 2017   |
| ACCES FC                 | Île-de-France, Hauts-de-Seine, Villeneuve-la-Garenne | 1er DH Paris Île-de-France | A      | 2017   |
| USJ Furiani              | Corse, Haute-Corse, Furiani                          | 1er DH Corse               | A      | 2017   |
| Kingersheim Futsal       | Grand Est, Haut-Rhin, Kingersheim                    | 2e, groupe B               | B      | 2016   |
| Lyon Footzik Futsal      | Auvergne-Rhône-Alpes, Métropole de Lyon, Lyon        | 3e, groupe B               | arrêt  | 2014   |
| Plaisance All-Stars      | Occitanie, Haute-Garonne, Plaisance-du-Touch         | 4e, groupe B               | B      | 2016   |
| Beaucaire Futsal         | Occitanie, Gard, Beaucaire                           | 5e, groupe B               | B      | 2013   |
| Clénay FCVN              | Bourgogne-Franche-Comté, Côte-d'Or, Clénay           | 6e, groupe B               | B      | 2015   |
| Pfastatt Futsal          | Grand Est, Haut-Rhin, Pfastatt                       | 7e, groupe B               | B      | 2013   |
| Paris Métropole          | Île-de-France, Paris                                 | 8e, groupe B               | B      | 2014   |
| AS Minguettes Vénissieux | Auvergne-Rhône-Alpes, Métropole de Lyon, Vénissieux  | 1er DH Rhône-Alpes         | B      | 2017   |
| Neuhof Futsal            | Grand Est, Bas-Rhin, Strasbourg                      | 1er DH Alsace              | B      | 2017   |
| Reims Métropole          | Grand Est, Marne, Reims                              | 1er DH Champagne-Ardenne   | B      | 2017   |

## Compétition

### Groupe A
| Résultats (dom.\ext.)                                              | Acces | Laval | Hérou. | Bagn. | Furia. | C'West | Fa.-Th. | Caen | Mouv. | Champs |
| ACCES FC                                                           |       | 3-1   | 4-3    | 4-1   | 8-3    | 9-2    | 8-6     | 13-0 | 0-3   | 8-3    |
| Étoile lavalloise                                                  | 6-4   |       | 2-2    | 7-3   | 6-2    | 12-6   | 9-9     | 9-2  | 1-3   | 10-2   |
| Hérouville Futsal                                                  | 8-7   | 5-5   |        | 6-6   | 14-1   | 7-3    | 8-6     | 4-6  | 6-9   | 0-8    |
| Bagneux Futsal                                                     | 1-3   | 2-1   | 5-5    |       | 5-3    | 7-2    | 4-6     | 3-3  | 4-5   | 7-3    |
| USJ Furiani                                                        | 5-16  | 5-3   | 6-5    | 5-4   |        | 4-8    | 5-3     | 8-4  | 1-4   | 5-5    |
| Nantes C'West                                                      | 1-9   | 4-2   | 4-4    | 3-7   | 6-1    |        | 6-1     | 4-5  | 1-1   | 7-1    |
| AJM Faches-Thumesnil                                               | 1-12  | 6-3   | 3-4    | 6-4   | 5-6    | 8-4    |         | 4-8  | 5-6   | 3-0    |
| Caen Guérinière                                                    | 1-6   | 3-3   | 2-3    | 2-6   | 10-4   | 1-3    | 7-8     |      | 4-4   | 4-1    |
| Orchies Pévèle FC                                                  | 3-6   | 1-5   | 8-4    | 5-1   | 3-3    | 2-2    | 5-6     | 3-3  |       | 6-1    |
| Champs Futsal Club                                                 | 4-6   | 2-5   | 3-14   | 2-5   | 3-6    | 3-3    | 5-1     | 5-5  | 2-2   |        |
| - Victoire à domicile - Victoire à l'extérieur - Match non disputé |       |       |        |       |        |        |         |      |       |        |

| Rang | Équipe               | Pts | J  | G  | N | P  | Bp  | Bc  | Diff |
| ---- | -------------------- | --- | -- | -- | - | -- | --- | --- | ---- |
| 1    | ACCS FC P            | 44  | 18 | 15 | 0 | 3  | 126 | 52  | +74  |
| 2    | Étoile lavalloise    | 28  | 18 | 8  | 4 | 6  | 90  | 64  | +26  |
| 3    | Hérouville Futsal    | 26  | 18 | 7  | 5 | 6  | 102 | 88  | +14  |
| 4    | Bagneux Futsal       | 24  | 18 | 7  | 3 | 8  | 75  | 71  | +4   |
| 5    | USJ Furiani P        | 23  | 18 | 7  | 2 | 9  | 73  | 112 | -39  |
| 6    | Nantes C'West        | 22  | 18 | 6  | 4 | 8  | 69  | 84  | -15  |
| 7    | AJM Faches-Thumesnil | 22  | 18 | 7  | 1 | 10 | 87  | 104 | -17  |
| 8    | Orchies Pévèle FC R  | 21  | 18 | 9  | 6 | 3  | 73  | 55  | +18  |
| 9    | Caen Guérinière P    | 20  | 18 | 5  | 5 | 8  | 70  | 91  | -21  |
| 10   | Champs Futsal Club   | 9   | 18 | 2  | 4 | 12 | 53  | 97  | -44  |

- Accession en Division 1 2018-2019
- Relégation en Ligue régionale 2018-2019
- P : Promu de Ligue régionale 2016-2017
- R : Relégué de Division 1 2016-2017

### Groupe B
| Résultats (dom.\ext.)                                              | Beau. | King. | Pfa | Plai. | Neu. | Clé. | Min. | Reims | Par. |
| Beaucaire Futsal                                                   |       | 8-5   | 3-2 | 9-5   | 10-5 | 5-0  | 7-2  | 6-4   | 10-3 |
| Kingersheim Futsal                                                 | 6-6   |       | 8-4 | 4-3   | 5-2  | 6-1  | 4-6  | 9-3   | 4-1  |
| Pfastatt Futsal                                                    | 1-6   | 4-8   |     | 9-2   | 5-1  | 6-1  | 11-4 | 13-5  | 10-4 |
| Plaisance All-Stars                                                | 2-8   | 5-2   | 4-4 |       | 4-6  | 5-3  | 7-5  | 8-3   | 3-0  |
| Neuhof Futsal                                                      | 4-4   | 4-7   | 3-5 | 4-5   |      | 7-6  | 2-2  | 9-2   | 5-2  |
| Clénay FCVN                                                        | 4-9   | 0-3   | 2-5 | 6-2   | 6-3  |      | 7-3  | 13-3  | 4-2  |
| AS Minguettes Vénissieux                                           | 6-5   | 4-11  | 5-6 | 0-3   | 2-4  | 3-2  |      | 3-5   | 7-2  |
| Reims Métropole                                                    | 6-9   | 3-4   | 3-8 | 3-8   | 3-5  | 2-4  | 3-6  |       | 3-0  |
| Paris Métropole                                                    | 0-3   | 3-6   | 6-6 | 2-4   | 3-7  | 4-5  | 1-6  | 3-5   |      |
| - Victoire à domicile - Victoire à l'extérieur - Match non disputé |       |       |     |       |      |      |      |       |      |

| Rang | Équipe                     | Pts | J  | G  | N | P  | Bp  | Bc  | Diff |
| ---- | -------------------------- | --- | -- | -- | - | -- | --- | --- | ---- |
| 1    | Beaucaire Futsal           | 41  | 16 | 13 | 2 | 1  | 108 | 55  | +53  |
| 2    | Kingersheim Futsal         | 37  | 16 | 12 | 1 | 3  | 92  | 57  | +35  |
| 3    | Pfastatt Futsa]            | 32  | 16 | 10 | 2 | 4  | 99  | 65  | +34  |
| 4    | Plaisance All-Stars        | 28  | 16 | 9  | 1 | 6  | 70  | 68  | +2   |
| 5    | Neuhof Futsal P            | 23  | 16 | 7  | 2 | 7  | 71  | 71  | 0    |
| 6    | Clénay FCVN                | 19  | 16 | 7  | 0 | 9  | 64  | 68  | -4   |
| 7    | AS Minguettes Vénissieux P | 18  | 16 | 6  | 1 | 9  | 64  | 80  | -16  |
| 8    | Reims Métropole P          | 9   | 16 | 3  | 0 | 13 | 56  | 108 | -52  |
| 9    | Paris Métropole            | -2  | 16 | 0  | 1 | 15 | 36  | 88  | -52  |

- Accession en Division 1 2018-2019
- Relégation en Ligue régionale 2018-2019
- P : Promu de Ligue régionale 2016-2017
- R : Relégué de Division 1 2016-2017

## Barrages d'accession en D2
Les 26 mai et 9 juin 2018, un nombre prédéterminé d'équipes les mieux classées des Ligues régionales s'affrontent sur deux tours de barrage à élimination directe pour déterminer les équipes promues en D2 2018-2019.
| Premier tour,                 | Premier tour, | Premier tour,                     | Second tour,      | Second tour, | Second tour,  |
| Domicile                      | Score         | Extérieur                         | Domicile          | Score        | Extérieur     |
| ----------------------------- | ------------- | --------------------------------- | ----------------- | ------------ | ------------- |
| AS Martel Caluire (LAuRA)     | 10-8 a. p.    | FC Nice Gambette (Méditerranée)   | AS Martel Caluire | 11 - 3       | Montceau Team |
| Montceau Team (Bourgogne F-C) | forfait       | ES Troarn (Normandie)             | AS Martel Caluire | 11 - 3       | Montceau Team |
| Bastia Centre (Corse)         | 4 – 12        | EU Torcy (2e Paris IdF)           | ÉU Torcy          | 9-6 ap       | Avion         |
| Avion (Hauts-de-F)            | 6 – 5         | Futsal Club Blois 41 (Centre VdL) | ÉU Torcy          | 9-6 ap       | Avion         |
| Nantes Doulon                 | 8 – 11        | Pibrac                            | Pibrac            | 1 - 2        | TA Rennes     |
| Le Mans futsal                | 0 – 5         | TA Rennes                         | Pibrac            | 1 - 2        | TA Rennes     |
| US Créteil (1er Paris IdF)    | 6 – 7         | CHF Illach (Grand Est)            | ASFC Compiègne    | 9-7 ap       | CHF Illach    |
| Angoulême C’Cab               | -             | ASFC Compiègne                    | ASFC Compiègne    | 9-7 ap       | CHF Illach    |

## Bilan de la saison
| Tableau d'honneur de la saison 2017-2018 |                                                    |                        |                                                       |
| Champion de France de Division 2         |                                                    |                        |                                                       |
| Beaucaire Futsal                         |                                                    |                        |                                                       |
| Promotions et relégations                |                                                    |                        |                                                       |
| Promus en Division 1                     | ACCES FC Beaucaire Futsal                          | Relégués de Division 1 | FC Picasso Échirolles Montpellier MF Bruguières SC    |
| Relégué en Régional 1                    | Caen Guérinière Champs Futsal Club Paris Métropole | Promus de Régional 1   | AS Martel Caluire FC Compiègne TA Rennes Torcy Futsal |